# Rolando Bogado
Rolando Marciano Bogado (Villarrica, Departamento de Guairá, Paraguay, 22 de abril de 1984) es un futbolista paraguayo. Juega como defensa central y su equipo actual es el Club Dr. Benjamín Aceval (Villa Hayes). Tiene 40 años.

## Trayectoria
Debutó en Libertad siendo dirigido por Sergio Markarián y posteriormente con Gerardo Martino, aquí compartió equipo con Víctor Cáceres, Aldo Bobadilla y el peruano Martin Hidalgo.

### Club Nacional
En el 2009 es campeón con el Club Nacional de la primera división paraguaya.

### Real Garcilaso
En el 2013 llega al Real Garcilaso siendo titular y un referente del equipo para la obtención del subcampeonato en aquel año perdiendo la final con Universitario de Deportes.

### Necaxa y Cobresal
En el 2014, estuvo en el primer semestre en el Necaxa de México y en el segundo semestre, en el Cobresal de Chile.

### UTC
Para la temporada 2015 firma por el UTC de Cajamarca cumpliendo una campaña irregular al terminar puesto 12.

### Ayacucho FC
Para el 2018 ficha por Ayacucho FC destacando en el Torneo Clausura.

### Alianza Universidad
En el 2019 ficha por el recién ascendido Alianza Universidad.

## Clubes
| Club                                             | País      | Año         |
| ------------------------------------------------ | --------- | ----------- |
| Libertad                                         | Paraguay  | 2005 - 2006 |
| Godoy Cruz                                       | Argentina | 2006        |
| 3 de Febrero                                     | Paraguay  | 2007        |
| Libertad                                         | Paraguay  | 2008        |
| Nacional                                         | Paraguay  | 2009        |
| Rubio Ñu                                         | Paraguay  | 2009 - 2010 |
| Independiente F. B. C.                           | Paraguay  | 2011 - 2012 |
| Sportivo Luqueño                                 | Paraguay  | 2012        |
| Real Garcilaso                                   | Perú      | 2013        |
| Necaxa                                           | México    | 2014        |
| Cobresal                                         | Chile     | 2014        |
| Univ. Técnica de Cajamarca                       | Perú      | 2015 - 2016 |
| Sportivo Luqueño                                 | Paraguay  | 2016        |
| Independiente F. B. C.                           | Paraguay  | 2017        |
| Ayacucho F. C.                                   | Perú      | 2018        |
| Alianza Universidad                              | Perú      | 2019        |
| Club Olimpia de Cañada (San José de los Arroyos) | Paraguay  | 2022        |

## Palmarés

### Distinciones individuales
| Distinción                                                                                            | Año  |
| --- | ---- |
| Incluido en el equipo ideal del Campeonato Descentralizado según el portal periodístico DeChalaca.com | 2013 |